# Vjačeslav Andrejuk
Vjačeslav Alekseevič Andrejuk (in russo Вячеслав Алексеевич Андреюк?; Mosca, 11 aprile 1945 – 23 febbraio 2010) è stato un calciatore sovietico dal 1991 russo, di ruolo difensore.

## Carriera

### Club
Dopo aver giocato fino al 1987 alla Torpedo Mosca, conclude la sua carriera all'Uralmaš.

### Nazionale
Debutta con la nazionale sovietica il 23 ottobre 1966, in un'amichevole a Mosca terminata 2-2 contro la Germania Est.
Gioca la sua ultima partita in nazionale il 1º novembre dello stesso anno, in un'amichevole persa per 1-0 a Milano contro l'Italia.

## Statistiche

### Cronologia presenze e reti in nazionale
| Cronologia completa delle presenze e delle reti in nazionale ― Unione Sovietica | Cronologia completa delle presenze e delle reti in nazionale ― Unione Sovietica | Cronologia completa delle presenze e delle reti in nazionale ― Unione Sovietica | Cronologia completa delle presenze e delle reti in nazionale ― Unione Sovietica | Cronologia completa delle presenze e delle reti in nazionale ― Unione Sovietica | Cronologia completa delle presenze e delle reti in nazionale ― Unione Sovietica | Cronologia completa delle presenze e delle reti in nazionale ― Unione Sovietica | Cronologia completa delle presenze e delle reti in nazionale ― Unione Sovietica |
| Data                                                                            | Città                                                                           | In casa                                                                         | Risultato                                                                       | Ospiti                                                                          | Competizione                                                                    | Reti                                                                            | Note                                                                            |
| ------------------------------------------------------------------------------- | ------------------------------------------------------------------------------- | ------------------------------------------------------------------------------- | ------------------------------------------------------------------------------- | ------------------------------------------------------------------------------- | ------------------------------------------------------------------------------- | ------------------------------------------------------------------------------- | ------------------------------------------------------------------------------- |
| 23/10/1966                                                                      | Mosca                                                                           | Unione Sovietica                                                                | 2 – 2                                                                           | Germania Est                                                                    | Amichevole                                                                      | -                                                                               |                                                                                 |
| 01/11/1966                                                                      | Milano                                                                          | Italia                                                                          | 1 – 0                                                                           | Unione Sovietica                                                                | Amichevole                                                                      | -                                                                               |                                                                                 |
| Totale                                                                          |                                                                                 | Presenze                                                                        | 2                                                                               |                                                                                 | Reti                                                                            | 0                                                                               |                                                                                 |

## Palmarès

### Club

#### Competizioni nazionali
- Campionato sovietico: 1

Torpedo Mosca: 1965